# Mathias Heinicke
Mathias Heinicke (23 février 1873 à Maria Kulm en Bohême - 3 avril 1956 à Skalná en Tchécoslovaquie) est un luthier de Bohême. C'est l'un des meilleurs luthiers de Bohême du Nord de sa génération.

## Biographie
Au cours de sa formation, et comme jeune artisan, Mathias Heinicke est passé par les ateliers de maîtres de renommée internationale. Son parcours a commencé comme étudiant d'Ernst Reinhold Schmidt à Markneukirchen, une grande figure de la lutherie du Vogtland. Après avoir travaillé à Berlin et Budapest Heinicke séjour à Venise. Il rejoint Eugenio Degani où il passa plusieurs années à étudier les traditions de la lutherie et à apprendre les principes de l'école italienne moderne. Mathias Heinicke a travaillé sur les modèles d'instruments d'Antonio Stradivari.
En 1897, Heinicke rentre chez lui dans la région d'Egerland où il fonde son atelier à Wildstein. Comme d'autres maîtres exceptionnels, il a souvent utilisé des bois centenaires de grande valeur issus d'anciens bâtiments (comme lors de rénovation d'églises). Ses instruments sont réputés comme ayant une qualité sonore remarquable.
Des artistes reconnus, comme Ellen Victor (violoniste au New York Philharmonic Orchestra dans les années 1930 et 1940) ont joué ou jouent encore actuellement des instruments de Mathias Heinicke. Il a droit à un article dans Universal Dictionary of Violin & Bow Makers (en). Les instruments fabriqués par Heinicke ont généralement une étiquette ainsi qu'un tampon sur leur table,.

## Lutherie
Heinicke utilisait souvent des matériaux qu'il pouvait utiliser dans de vieux bois provenant d'églises. Cela signifiait qu'il avait accès au bois stocké, car les bois de résonance de la région alpine du sud de l'Italie ne lui étaient pas accessibles. Bien que l’érable qu’il utilisait soit beau à regarder, il était plus perceptible pour sa belle flamme dense que pour ses excellentes propriétés acoustiques.
Heinicke a utilisé une double bande avec des bandes claires au milieu comme incrustation ornementale pour ses violons. Ces travaux n'ont pas toujours été réalisés avec le même soin que celui connu de ses violons. Afin d'améliorer l'apparence de la couleur de son bois de violon, il a ajouté des pigments roses à sa gomme laque jaune. Heinicke a fait la courbure des instruments en fonction des aspects tonaux plutôt que des avantages pour les yeux.
Cependant, cela a favorisé le ton complet de ses instruments.
Il a coupé les trous F presque raide et précis. Les instruments de Heinicke se caractérisent par une sonorité ample et chaleureuse, avec une forte présence dans les graves. Ses dessins à vis étroits, qu’il a gravés en profondeur, sont caractéristiques.

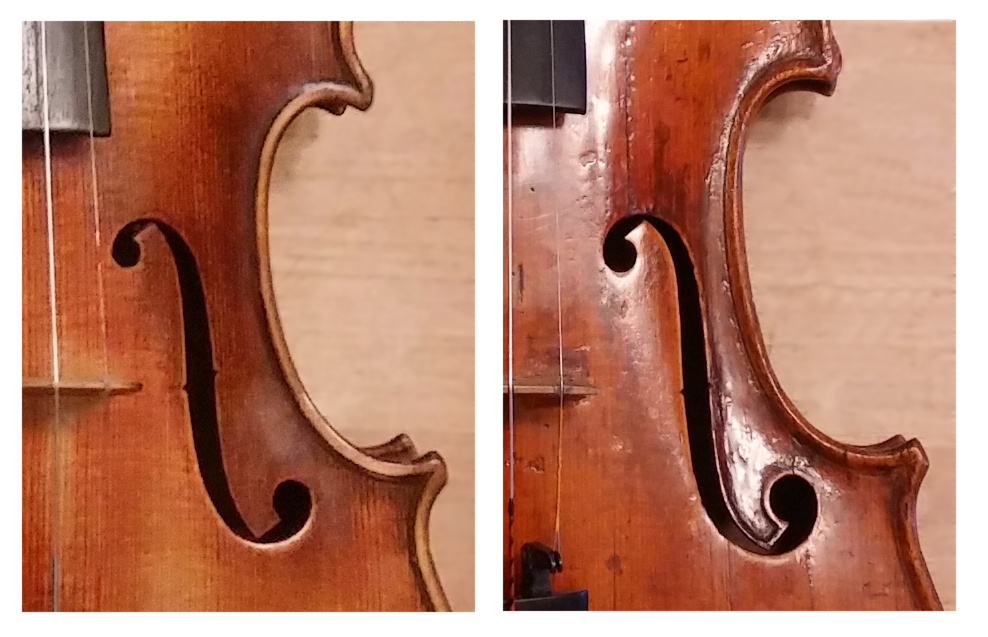
Comparaison détaillée des trous F d'un violon de la manufacture saxonne vers 1920 (à gauche) avec ceux d'un violon de Mathias Heinicke de 1921 (à droite)
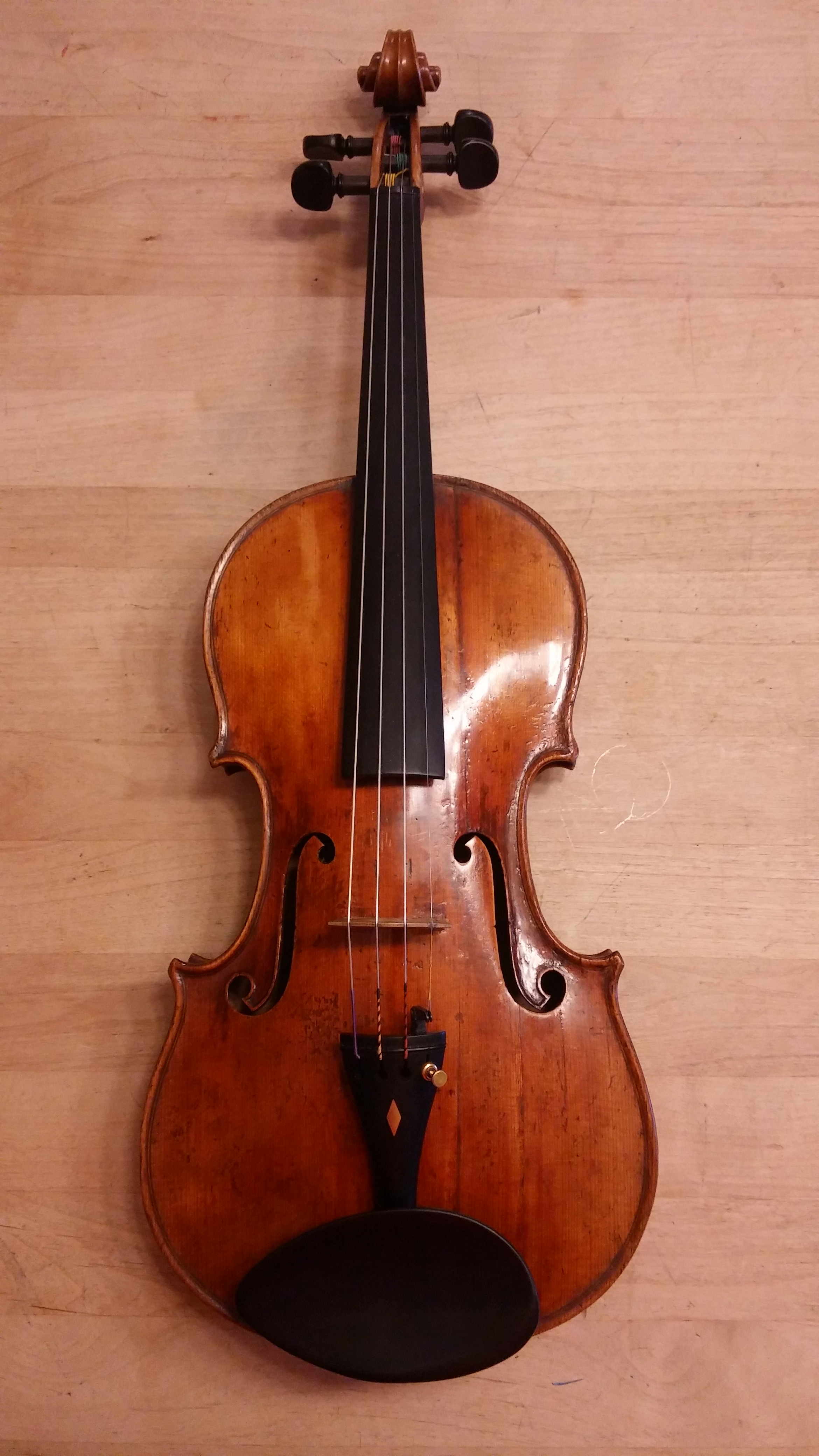
Violon de Matthias Heinicke von 1920
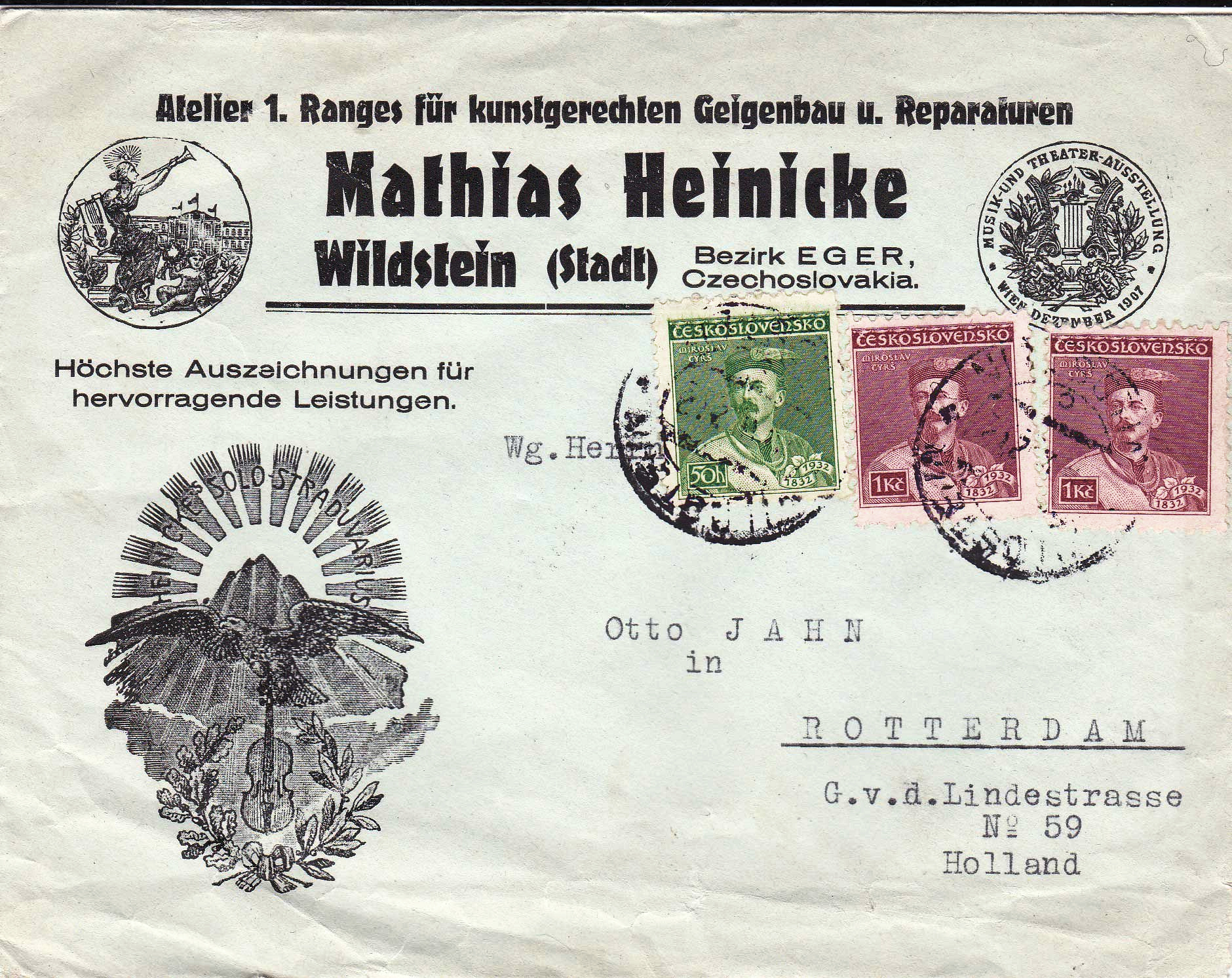
Enveloppe de Mathias Heinicke pour sa correspondance vers 1931
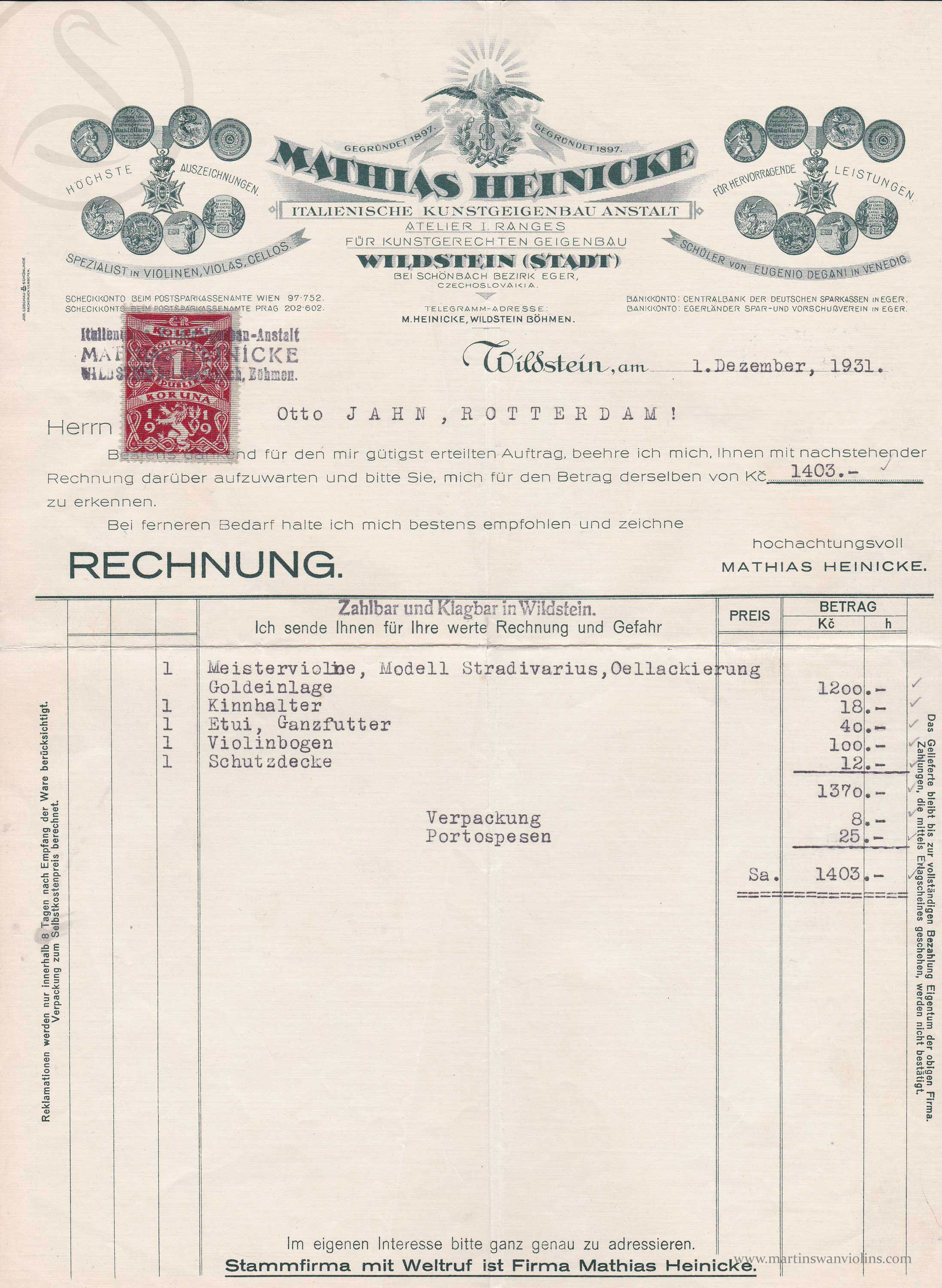
Facture pour la vente d'un violon Heinicke de 1931
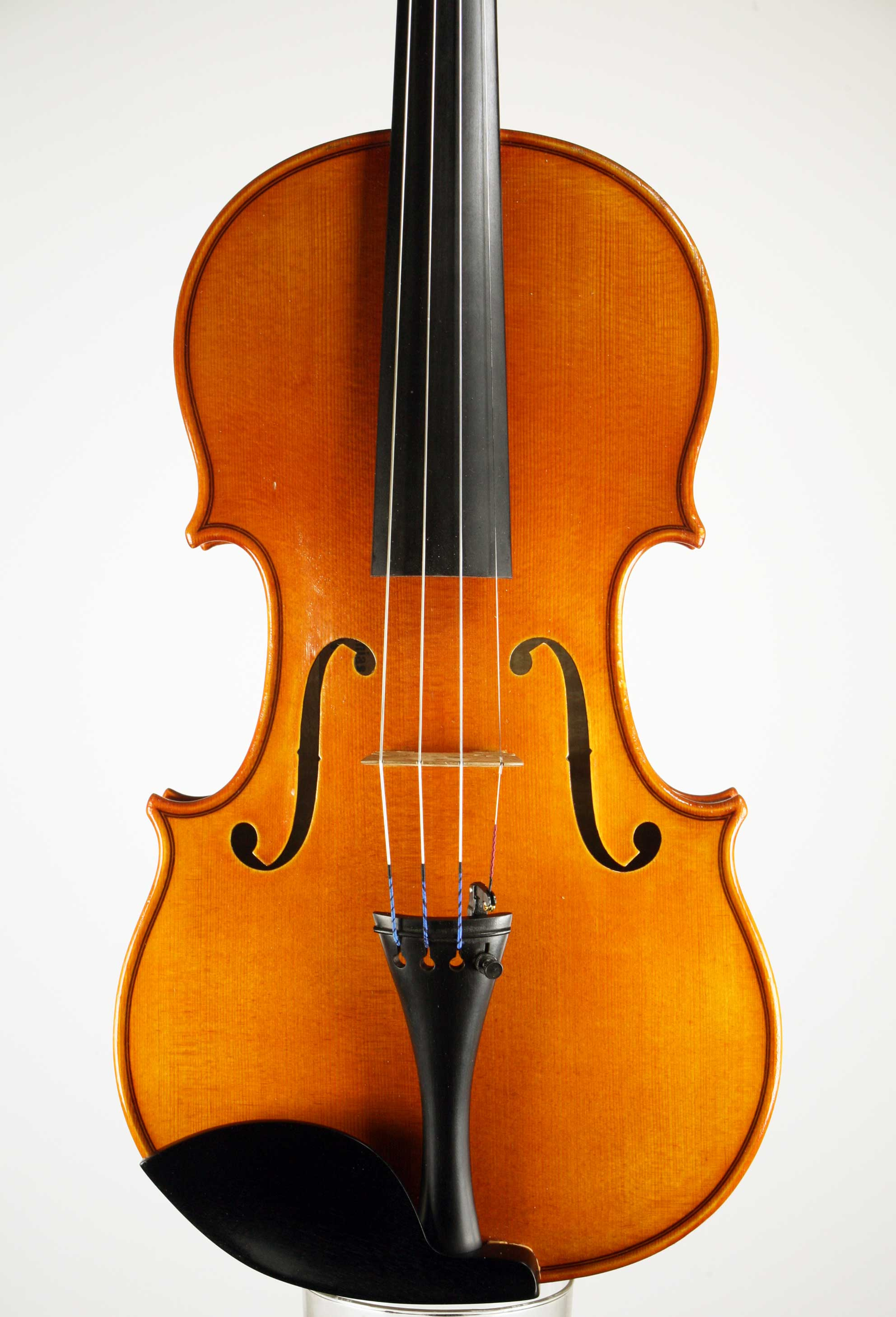
Dessus d'un Heinicken Vioilin de 1931
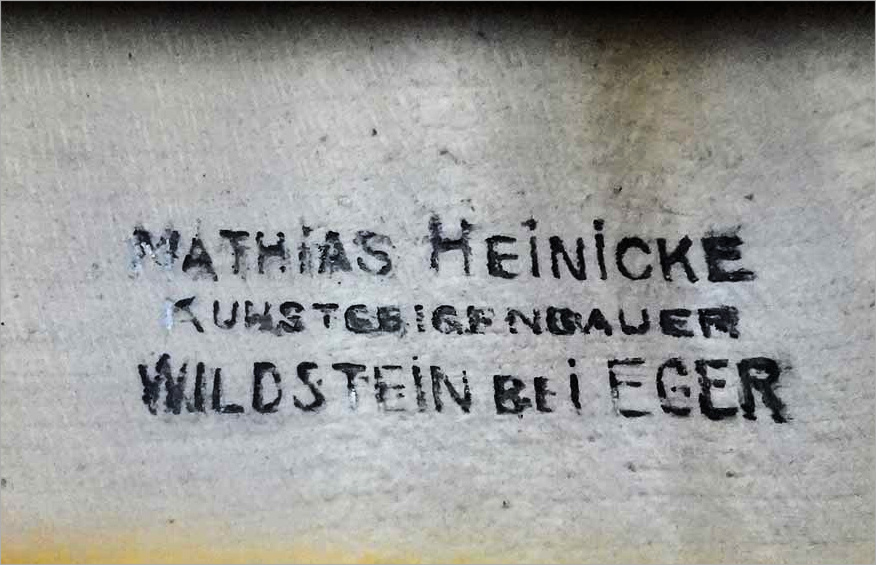
Timbre de marque de Mathias Heinicke à partir de 1931

## Instruments
Certains des violons de Mathias Heinicke sont encore dans un état remarquable sur le marché. Néanmoins, leur origine peut rarement être prouvée sans lacunes afin de calculer une date de valeur au moment de la création. Cependant, le violoniste Martin Swan a reçu les factures et la lettre d'accompagnement d'un violon Heinicke, ce qui signifie que la valeur de l'instrument peut encore être calculée aujourd'hui.
Le violon de 1931 présenté ici a été vendu pour 1403 couronnes tchèques. Le taux de change de la Couronne par rapport au Reichsmark était de 0,85 [4] en 1932. Il en résulte un prix d'environ 1 200 Reichsmark. Cela correspondait au coût de la vie pendant six mois pour une famille de trois personnes en 1935 ,. Converti au coût de la vie en 2016 , le prix actuel serait de 20 000 EUR, conformément au standard actuel.
Les violons de Mathias Heinicke figuraient donc dans la partie supérieure des musiciens d'orchestre, à la fois en 1935 et, ajustés pour tenir compte de la valeur, en 2016 .